# Trębacze
Trębacze (Herpetotherinae) – podrodzina ptaków z rodziny sokołowatych (Falconidae).

## Rozmieszczenie geograficzne
Podrodzina trębaczy obejmuje gatunki zamieszkujące Meksyk, Amerykę Centralną i Południową.

## Charakterystyka
Są to ptaki drapieżne (choć niektóre odżywiają się również pokarmem roślinnym i są wśród nich też padlinożercy). Polują w locie lub chodząc po ziemi. Większość gatunków zamieszkuje lasy. Są mniejsze niż sokoły, mają dłuższe szyje i nogi, potężniejsze szpony i bardziej zaokrąglone skrzydła. Nie latają tak szybko jak sokoły. Głowa jest częściowo naga, często kolorowa. Upierzenie często błyszczące, czarne. W przeciwieństwie do sokołów budują własne gniazda.

## Systematyka
Do podrodziny należą następujące rodzaje:
- Herpetotheres Vieillot, 1817 – jedynym przedstawicielem jest Herpetotheres cachinnans (Linnaeus, 1758) – trębacz chichotliwy
- Micrastur G.R. Gray, 1841